# NGC 65
NGC 65 este o galaxie lenticulară localizată în constelația Balena. Magnitudinea aparentă a acestei galaxii este 13.4. NGC 65 se află la RA 18h 58m 7s, Dec -22°52'48", și a fost descoperită de către Frank Muller în anul 1886.